# Thái Long
Thái Long là một xã thuộc thành phố Tuyên Quang, tỉnh Tuyên Quang, Việt Nam.

## Địa lý
Xã Thái Long có diện tích 12,34 km², dân số năm 2022 là 4.269 người, mật độ dân số đạt 345 người/km².

## Hành chính
Xã Thái Long được chia thành 5 thôn: Đồng Mon, Hòa Bình, Hòa Mục, Phú An, Tân Hải Thành.

## Lịch sử
Ngày 27 tháng 12 năm 1975, Quốc hội ban hành Nghị quyết về việc thành lập tỉnh Hà Tuyên trên cơ sở tỉnh Tuyên Quang và tỉnh Hà Giang. Khi đó, xã Thái Long thuộc huyện Yên Sơn, tỉnh Hà Tuyên.
Ngày 12 tháng 8 năm 1991, Quốc hội ban hành Nghị quyết về việc chia tỉnh Hà Tuyên thành tỉnh Tuyên Quang và tỉnh Hà Giang. Khi đó, xã Thái Long thuộc huyện Yên Sơn, tỉnh Tuyên Quang.
Ngày 15 tháng 7 năm 1999, Chính phủ ban hành Nghị định số 56/1999/NĐ-CP về việc sáp nhập một phần dân cư của thị trấn nông trường Sông Lô vào xã Thái Long.
Ngày 3 tháng 9 năm 2008, Chính phủ ban hành Nghị định số 99/2008/NĐ-CP về việc sáp nhập xã Thái Long thuộc huyện Yên Sơn vào thị xã Tuyên Quang quản lý.
Ngày 2 tháng 7 năm 2010, Chính phủ ban hành Nghị quyết số 27/NQ-CP về việc thành lập thành phố Tuyên Quang thuộc tỉnh Tuyên Quang. Xã Thái Long trực thuộc thành phố Tuyên Quang.
Tính đến ngày 31 tháng 12 năm 2010, xã Thái Long có 10 thôn: Đồng Mon, Hải Thành, Hòa Bình 1, Hòa Bình 2, Hòa Mục 1, Hòa Mục 2, Phú An 1, Phú An 2, Tân Thành 1, Tân Thành 2.
Ngày 19 tháng 3 năm 2019, HĐND tỉnh Tuyên Quang ban hành Nghị quyết số 02/NQ-HĐND về việc:
- Thành lập thôn Hòa Bình trên cơ sở thôn Hòa Bình 1 và thôn Hòa Bình 2.
- Thành lập thôn Hòa Mục trên cơ sở thôn Hòa Mục 1 và thôn Hòa Mục 2.
- Thành lập thôn Phú An trên cơ sở thôn Phú An 1 và thôn Phú An 2.
- Thành lập thôn Tân Hải Thành trên cơ sở 3 thôn: Tân Thành 1, Tân Thành 2, Hải Thành.

Xã Thái Long có 5 thôn: Đồng Mon, Hòa Bình, Hòa Mục, Phú An, Tân Hải Thành.